# ウィンクス (競走馬)
ウィンクス（Winx、2011年9月14日 - ） は、オーストラリアの競走馬・繁殖牝馬。
G1レースを25勝しており、G1レース勝利数が世界歴代1位。2016年、2017年世界ランキング芝部門1位。2018年世界ランキング総合1位。アロゲートを抜いて当時の獲得賞金世界最高になった（現在の獲得賞金1位はロマンチックウォリアー）。
主な勝ち鞍は2015年のクイーンズランドオークス、エプソムハンデキャップ、2015年 - 2018年のコックスプレート4連覇、2016年 - 2019年のチッピングノートンステークス4連覇、ジョージライダーステークス4連覇、2016年 - 2018年のジョージメインステークス3連覇、2016年のドンカスターマイル、ラドブロークスステークス、2017年 - 2019年のクイーンエリザベスステークス3連覇、2017年・2018年のターンブルステークス連覇、2018年のウィンクスステークス。

## 経歴

### デビュー前
母Vegas Showgirlの2番仔としてオーストラリアで誕生。母はニュージーランド産馬で現役時代にはリステッドを含む7勝を挙げている。
2013年のMagic Millions Gold Coast Yearling Saleにて、23万ドル（約2176万円）でMagic Bloodstockによって購入される。

### 2013/2014シーズン
2014年6月4日にウォーウィックファーム競馬場で行われた芝1100mの未勝利戦でデビューし、勝利する。2戦目も勝利し、このシーズンを2戦2勝で終えた。

### 2014/2015シーズン
シーズン初戦は、重賞初挑戦となるフューリアスステークス(G2)に出走。これ以降のレースで主戦騎手となるヒュー・ボウマン騎手が騎乗して、2馬身3/4差で勝利する。G1競走初挑戦で2着に敗れたフライトステークス(G1)や重賞2勝目となるファーラップステークス(G2)など6戦した後、オーストラリアンオークス(G1)に出走すると、1番人気で2着に敗れた。
次走のサンシャインコーストギニー(G3)を勝利して挑んだクイーンズランドオークス(G1)で2着に3馬身半差をつけてG1競走初勝利を達成したウィンクスは、この勝利をもって3歳シーズンを終えた。

### 2015/2016シーズン
4歳シーズンに入ってテオマークスステークス(G2)、エプソムハンデキャップ(G1)と連勝したウィンクスは、オセアニア最強馬決定戦のコックスプレート(G1)に1番人気で出走。5歳牡馬クライテリオン(Criterion)やアイルランドの3歳牡馬ハイランドリールなどが参戦していたが、2着のクライテリオンに4馬身3/4差の圧勝であった。レース後、C.ウォーラー調教師は「彼女はまさにアスリートだ。若馬の時は、まさか彼女がこのレースに出走することになるなんて思わなかった。」と述べた。
3ヶ月後のアポロステークス(G2)を勝利した後、チッピングノートンステークス(G1)に出走し、1馬身差で勝利した。騎乗したH.ボウマン騎手は、「今まで乗った馬の中で一番だ」と評価した。続くジョージライダーステークス(G1)、ドンカスターマイル(G1)も勝利し、このシーズンを7戦7勝で終えた。
このシーズンの活躍を受けて、2015/2016シーズンのオーストラリア年度代表馬に選出されている。また、4月時点でのワールド・ベスト・レースホース・ランキングでは、レーティング126でカリフォルニアクロームと並ぶ1位となった。

### 2016/2017シーズン
シーズン初戦のウォーウィックステークス(G2)から、ジョージメインステークス(G1)、コーフィールドステークス(G1)と3連勝したウィンクスは、連覇が懸かったコックスプレート(G1)に出走。他にもG1馬が複数出走していたものの、直線に入る時点で後続を突き放し、2着のハートネル(Hartnell)に8馬身差をつけて勝利した。
このレースの後、2016年のワールド・ベスト・レースホース・ランキングにおいて、レーティング132で3位となった。
前シーズン同様にアポロステークス(G2)から始動し、これ勝利すると、チッピングノートンステークス(G1)に向かった。C.ウォーラー調教師が出走取消も考えるような不良馬場であったが、2馬身差で快勝し、連覇となった。続くジョージライダーステークス(G1)も2着に7馬身1/4差をつけて連覇すると、賞金総額400万オーストラリア・ドルのクイーンエリザベスステークス(G1)に出走した。2着に5馬身1/4差をつける圧勝であったが、プレッシャーが少ないレースだったことから、「これがウィンクスのベストパフォーマンスではない」とH.ボウマン騎手は述べた。
8戦8勝でこのシーズンを終えたウィンクスは、2年連続でオーストラリア年度代表馬に選出された。

### 2017/2018シーズン
シーズン初戦のウォーウィックステークス(G2)は大きく出遅れて、ゴール前で差し切るアタマ差の勝利となった。続くチェルムスフォードステークス(G2)は出遅れなかったが、道中でペースを上げて直線でも後続を離していた逃げ馬を差し切るまでに時間がかかり、着差は1馬身差に留まった。
その後、ジョージメインステークス(G1)を連覇し、ターンブルステークス(G1)も勝利すると、キングストンタウン以来史上2頭目の3連覇を目指してコックスプレート(G1)に参戦した。前年とは異なり、2着のヒュミドール(Humidor)が粘ったため、半馬身差の勝利ではあったが、トラックレコードを叩き出してコックスプレート3連覇を達成した。
例年通り、始動戦はアポロステークス(G2)を予定していたが、鞍上のH.ボウマン騎手が騎乗停止になっていたことを受けて、チッピングノートンステークス(G1)に変更となった。このレースを7馬身差で勝利したことでG1競走16勝目となり、ブラックキャビアの持つ豪州最多G1競走勝利数を更新した。次走のジョージライダーステークス(G1)も勝利し、同レース3連覇を達成すると共に、G1競走17勝目となり、ジョンヘンリーの持っていた国際G1競走勝利数の最多記録を更新した。この後はロイヤルアスコット開催のレースへの海外遠征も検討されていたが、輸送と検疫のストレスを避けるため、前年同様クイーンエリザベスステークス(G1)に出走した。日本から移籍したアンビシャスなどが出走していたが、ウィンクスは最後方追走から徐々に進出し、2着のゲーロショップ(Gailo Chop)に3馬身3/4差をつけて完勝した。これにより、2015年のサンシャインコーストギニー(G3)から25連勝となり、ブラックキャビアと並ぶ連勝記録となった。

### 2018/2019シーズン
シーズン初戦はウィンクスステークス(G1)で始動。いつも通りのレース運びで大外から差し切り、ブラックキャビアを超える26連勝で豪州連勝記録を更新、前身のウォーウィックステークス(G2)を含む3連覇を達成し、G1勝利数は19となった。続くジョージメインステークス(G1)も2着に4馬身差をつける圧勝で3連覇を達成し、G1勝利数を再び更新した。次走のターンブルステークス(G1)は近走と異なり、大外を通らず馬群を捌きながら差し切って連覇達成となった。
記録更新を続けていたウィンクスは、新たな記録である、史上初の4連覇を目指してコックスプレート(G1)に出走した。同年のドバイターフ(G1)などG1を複数勝利していたベンバトル(Benbatl)、同年のアイリッシュダービー(G1)2着馬ロストロポーヴィチ(Rostropovich)など強力なライバルが揃ったが、ウィンクスはこの2頭をマークする形で中団外めを追走し、直線ではベンバトルを早々と交わし、これに2馬身差をつけて完勝した。
その後12月にシーズン末の4月をもっての現役引退が発表された。2019年はアポロステークスから始動し、チッピングノートンステークスを挟みラストランとなるクイーンエリザベスステークスの3戦を使うことが明らかになった。2019年初戦となったアポロステークスは8頭立てのうち6頭が同じウォーラー厩舎の所属馬というメンバー構成の中最後の直線危うげなく抜け出し快勝。30連勝の快挙を成し遂げた。
続くチッピングノートンステークスでも勝利。ジョージライダーステークスも楽勝。更に連勝を32へと伸ばした。
ラストランとなったクイーンエリザベスステークスに勝利し、Carbine (1889-91) とDavid (1921-23)の偉業に並んだ。獲得賞金でアロゲートを抜き世界歴代1位となった。

## 競走成績
以下の情報は、Racing Postの情報に基づく。
| 出走日     | 競馬場                 | 競走名                     | 格 | 距離（馬場）  | 着順 | 騎手           | 着差     | 1着（2着）馬         |
| ---------- | ---------------------- | -------------------------- | -- | ------------- | ---- | -------------- | -------- | -------------------- |
| 2014.06.04 | ウォーウィックファーム | 未勝利                     |    | 芝1100m（稍） | 1着  | J.コレット     | 3/4馬身  | （Felines）          |
| 0000.06.28 | ローズヒル             | ハンデキャップ競走         |    | 芝1400m（良） | 1着  | J.コレット     | 1馬身1/2 | （Inz'N'Out）        |
| 0000.09.06 | ランドウィック         | フューリアスS              | G2 | 芝1200m（不） | 1着  | H.ボウマン     | 2馬身3/4 | （Alpha Miss）       |
| 0000.09.20 | ランドウィック         | ティーローズS              | G2 | 芝1400m（良） | 2着  | J.コレット     | 3/4馬身  | First Seal           |
| 0000.10.04 | ランドウィック         | フライトS                  | G1 | 芝1600m（良） | 2着  | H.ボウマン     | 3馬身    | First Seal           |
| 2015.02.14 | ランドウィック         | ライトフィンガーズS        | G2 | 芝1200m（良） | 7着  | J.コレット     | 3馬身    | Adrift               |
| 0000.02.28 | ウォーウィックファーム | サラウンドS                | G2 | 芝1400m（稍） | 5着  | J.コレット     | 4馬身3/4 | First Seal           |
| 0000.03.14 | ローズヒル             | ファーラップS              | G2 | 芝1500m（良） | 1着  | T.ベリー       | 3/4馬身  | （Hauraki）          |
| 0000.03.28 | ローズヒル             | ヴァイナリースタッドS      | G1 | 芝2000m（良） | 5着  | T.ベリー       | 2馬身    | Fenway               |
| 0000.04.11 | ランドウィック         | オーストラリアンオークス   | G1 | 芝2400m（重） | 2着  | J.モレイラ     | 2馬身1/2 | Gust Of Wind         |
| 0000.05.16 | サンシャインコースト   | サンシャインコーストギニー | G3 | 芝1600m（良） | 1着  | L.キャシディ   | 1馬身3/4 | （Ulmann）           |
| 0000.05.30 | ドゥームベン           | クイーンズランドオークス   | G1 | 芝2200m（良） | 1着  | H.ボウマン     | 3馬身1/2 | （Ungrateful Ellen） |
| 0000.09.12 | ローズヒル             | テオマークスS              | G2 | 芝1300m（良） | 1着  | J.マクドナルド | アタマ   | （Sons Of John）     |
| 0000.10.03 | ランドウィック         | エプソムH                  | G1 | 芝1600m（良） | 1着  | H.ボウマン     | 2馬身1/4 | （Ecuador）          |
| 0000.10.24 | ムーニーヴァレー       | コックスプレート           | G1 | 芝2040m（良） | 1着  | H.ボウマン     | 4馬身3/4 | （Criterion）        |
| 2016.02.13 | ランドウィック         | アポロS                    | G2 | 芝1400m（良） | 1着  | H.ボウマン     | 1馬身    | （Solicit）          |
| 0000.02.27 | ランドウィック         | チッピングノートンS        | G1 | 芝1600m（良） | 1着  | H.ボウマン     | 1馬身1/2 | （Dibayani）         |
| 0000.03.19 | ローズヒル             | ジョージライダーS          | G1 | 芝1500m（良） | 1着  | H.ボウマン     | 1馬身1/2 | （Kermadec）         |
| 0000.04.02 | ランドウィック         | ドンカスターマイル         | G1 | 芝1600m（稍） | 1着  | H.ボウマン     | 2馬身    | （Happy Clapper）    |
| 0000.08.20 | ランドウィック         | ウォーウィックS            | G2 | 芝1400m（良） | 1着  | H.ボウマン     | 3馬身1/2 | （Hartnell）         |
| 0000.09.17 | ランドウィック         | ジョージメインS            | G1 | 芝1600m（良） | 1着  | H.ボウマン     | 1馬身1/2 | （Hauraki）          |
| 0000.10.08 | コーフィールド         | コーフィールドS            | G1 | 芝2000m（良） | 1着  | H.ボウマン     | 2馬身    | （Black Heart Bart） |
| 0000.10.22 | ムーニーヴァレー       | コックスプレート           | G1 | 芝2040m（稍） | 1着  | H.ボウマン     | 8馬身    | （Hartnell）         |
| 2017.02.13 | ランドウィック         | アポロS                    | G2 | 芝1400m（良） | 1着  | H.ボウマン     | 2馬身3/4 | （Hartnell）         |
| 0000.02.25 | ランドウィック         | チッピングノートンS        | G1 | 芝1600m（不） | 1着  | H.ボウマン     | 2馬身    | （Lasqueti Spirit）  |
| 0000.03.18 | ローズヒル             | ジョージライダーS          | G1 | 芝1500m（不） | 1着  | H.ボウマン     | 7馬身1/4 | （Le Romain）        |
| 0000.04.08 | ランドウィック         | クイーンエリザベスS        | G1 | 芝2000m（重） | 1着  | H.ボウマン     | 5馬身1/4 | （Hartnell）         |
| 0000.08.19 | ランドウィック         | ウォーウィックS            | G2 | 芝1400m（良） | 1着  | H.ボウマン     | アタマ   | （Foxplay）          |
| 0000.09.02 | ランドウィック         | チェルムスフォードS        | G2 | 芝1600m（良） | 1着  | H.ボウマン     | 1馬身    | （Red Excitement）   |
| 0000.09.16 | ランドウィック         | ジョージメインS            | G1 | 芝1600m（重） | 1着  | H.ボウマン     | 1馬身1/4 | （Happy Clapper）    |
| 0000.10.07 | フレミントン           | ターンブルS                | G1 | 芝2000m（良） | 1着  | H.ボウマン     | 6馬身1/2 | （Ventura Storm）    |
| 0000.10.28 | ムーニーヴァレー       | コックスプレート           | G1 | 芝2040m（良） | 1着  | H.ボウマン     | 1/2馬身  | （Humidor）          |
| 2018.03.03 | ランドウィック         | チッピングノートンS        | G1 | 芝1600m（重） | 1着  | H.ボウマン     | 7馬身    | （Prized Icon）      |
| 0000.03.24 | ローズヒル             | ジョージライダーS          | G1 | 芝1500m（重） | 1着  | H.ボウマン     | 3/4馬身  | （Happy Clapper）    |
| 0000.04.14 | ランドウィック         | クイーンエリザベスS        | G1 | 芝2000m（良） | 1着  | H.ボウマン     | 3馬身3/4 | （Gailo Chop）       |
| 0000.08.18 | ランドウィック         | ウィンクスS                | G1 | 芝1400m（良） | 1着  | H.ボウマン     | 2馬身    | （Invictus Prince）  |
| 0000.09.15 | ランドウィック         | ジョージメインS            | G1 | 芝1600m（良） | 1着  | H.ボウマン     | 4馬身    | （Le Romain）        |
| 0000.10.06 | フレミントン           | ターンブルS                | G1 | 芝2000m（良） | 1着  | H.ボウマン     | 1馬身    | （Youngstar）        |
| 0000.10.27 | ムーニーヴァレー       | コックスプレート           | G1 | 芝2040m（良） | 1着  | H.ボウマン     | 2馬身    | （Benbatl）          |
| 2019.02.16 | ランドウィック         | アポロS                    | G2 | 芝1400m（良） | 1着  | H.ボウマン     | 2馬身1/4 | （Happy Clapper）    |
| 0000.03.02 | ランドウィック         | チッピングノートンS        | G1 | 芝1600m（良） | 1着  | H.ボウマン     | 1馬身3/4 | （Happy Clapper）    |
| 0000.03.23 | ローズヒル             | ジョージライダーS          | G1 | 芝1500m（重） | 1着  | H.ボウマン     | 3馬身1/2 | （Brutal）           |
| 0000.04.13 | ランドウィック         | クイーンエリザベスS        | G1 | 芝2000m（良） | 1着  | H.ボウマン     | 1馬身1/2 | （Kluger）           |

## 繁殖成績
2019年からクールモア・オーストラリアで繁殖生活に入った。初年度産駒となるアイアムインヴィンシブルの牝馬は死産、翌年は種付けを見送られた。2022年に誕生したピエロ産駒の牝馬は2024年4月シドニーで開催されたイングリス・イースター1歳セールに上場され、1000万豪ドル（約10億円）でウィンクスの共同オーナーでもあったD N Kepitisに落札された。
|   | 馬名               | 誕生年 | 毛色 | 父                                        | 性別 |
| - | ------------------ | ------ | ---- | ----------------------------------------- | ---- |
| 1 | （出生直後に死亡） | 2020年 |      | アイアムインヴィンシブル(I Am Invincible) | 牝馬 |
| 2 | ウィンクスの2022   | 2022年 |      | ピエロ(Pierrot)                           | 牝馬 |
| 3 | （不受胎）         | 2023年 |      | スニッツェル                              |      |

## 血統表
| ウィンクスの血統            | ウィンクスの血統              | ウィンクスの血統             | （血統表の出典）             | （血統表の出典）  |
| 父系                        | ミスタープロスペクター系      | ミスタープロスペクター系     | ミスタープロスペクター系     | [ § 2 ]           |
| 父 Street Cry 1998 黒鹿毛   | 父の父Machiavellian 1987 鹿毛 | Mr. Prospector               | Raise a Native               | Raise a Native    |
| 父 Street Cry 1998 黒鹿毛   | 父の父Machiavellian 1987 鹿毛 | Mr. Prospector               | Gold Digger                  |                   |
| 父 Street Cry 1998 黒鹿毛   | 父の父Machiavellian 1987 鹿毛 | Coup de Folie                | Halo                         | Halo              |
| 父 Street Cry 1998 黒鹿毛   | 父の父Machiavellian 1987 鹿毛 | Coup de Folie                | Raise The Standard           |                   |
| 父 Street Cry 1998 黒鹿毛   | 父の母Helen Street 1982 鹿毛  | Troy                         | Petingo                      | Petingo           |
| 父 Street Cry 1998 黒鹿毛   | 父の母Helen Street 1982 鹿毛  | Troy                         | La Milo                      |                   |
| 父 Street Cry 1998 黒鹿毛   | 父の母Helen Street 1982 鹿毛  | Waterway                     | Riverman                     | Riverman          |
| 父 Street Cry 1998 黒鹿毛   | 父の母Helen Street 1982 鹿毛  | Waterway                     | Boulevard                    |                   |
| 母 Vegas Showgirl 2002 鹿毛 | 母の父Al Akbar 1990 鹿毛      | Success Express              | Hold Your Peace              | Hold Your Peace   |
| 母 Vegas Showgirl 2002 鹿毛 | 母の父Al Akbar 1990 鹿毛      | Success Express              | Au Printemps                 |                   |
| 母 Vegas Showgirl 2002 鹿毛 | 母の父Al Akbar 1990 鹿毛      | Gala Night                   | Blakeney                     | Blakeney          |
| 母 Vegas Showgirl 2002 鹿毛 | 母の父Al Akbar 1990 鹿毛      | Gala Night                   | Debutante                    |                   |
| 母 Vegas Showgirl 2002 鹿毛 | 母の母Vegas Magic 1985 鹿毛   | Voodoo Rhythm                | Northern Dancer              | Northern Dancer   |
| 母 Vegas Showgirl 2002 鹿毛 | 母の母Vegas Magic 1985 鹿毛   | Voodoo Rhythm                | Obeah                        |                   |
| 母 Vegas Showgirl 2002 鹿毛 | 母の母Vegas Magic 1985 鹿毛   | Vegas Street                 | Sovereign Edition            | Sovereign Edition |
| 母 Vegas Showgirl 2002 鹿毛 | 母の母Vegas Magic 1985 鹿毛   | Vegas Street                 | Vegas                        |                   |
| 母系(F-No.)                 | ベガスショーガール系(FN:5-b)  | ベガスショーガール系(FN:5-b) | ベガスショーガール系(FN:5-b) | [ § 3 ]           |
| 5代内の近親交配             | Natalma 5×5 = 6.25%           | Natalma 5×5 = 6.25%          | Natalma 5×5 = 6.25%          | [ § 4 ]           |
| 出典                        | 1. 2. 3. 4.                   | 1. 2. 3. 4.                  | 1. 2. 3. 4.                  | 1. 2. 3. 4.       |